# Opius tabificus
Opius tabificus är en stekelart som beskrevs av Papp 1979. Opius tabificus ingår i släktet Opius och familjen bracksteklar. Inga underarter finns listade i Catalogue of Life.